# Action Damien
Pour les articles homonymes, voir Père Damien (homonymie).
 (novembre 2012).
Action Damien est une ONG belge, internationale, née en 1964 sous le nom Les amis du père Damien.

## Historique et description
(février 2023).
- Si vous ne connaissez pas le sujet, laissez ce bandeau (vous pouvez alors contacter les auteurs).
- Si vous supprimez le contenu mis en cause (vous pouvez préalablement contacter les auteurs),

argumentez précisément cette suppression dans la page de discussion
(un manque de référence n'est pas un argument ; une recherche réelle de référence doit avoir été effectuée, être formellement documentée).
À l'origine de sa naissance, des personnes et des groupes qui relayaient en Belgique les « Journées mondiales des lépreux » crées par Raoul Follereau. L'association s'appellera ensuite Fondation Damien, avant de prendre son nom actuel, en janvier 2008. Pluraliste et non confessionnelle, Action Damien est aujourd'hui[Quand ?] présente dans 14 pays du monde. Grâce à ses 1 200 travailleurs locaux (pour une petite dizaine d'expatriés), elle dépiste et met en traitement chaque année près de 250 000 malades de la lèpre, de la tuberculose, et de la leishmaniose.
Action Damien organise chaque année en Belgique sa campagne de sensibilisation et de récolte de fonds. Les dons, reçus toute l'année, couvrent plus de la moitié de ses dépenses. Action Damien travaille dans le cadre de la Fédération Internationale des Associations contre la Lèpre (ILEP) (qu'elle a contribué à créer) et toujours à la demande des autorités locales.

### Grandes figures
Action Damien s'inspire au quotidien de trois grandes figures.
D'abord Raoul Follereau (« l'avocat des lépreux »), ce journaliste, philosophe, avocat et écrivain qui a passé une bonne partie de sa vie à être le porte-parole de tous les lépreux, et a lancé les Journées mondiales des lépreux. Ensuite, Frans Hemerijckx (« le docteur des lépreux »), ce médecin belge, spécialiste en lèpre, qui a inventé le principe des « cliniques sous les arbres » (plutôt qu’isoler les malades de la lèpre de leurs proches, mieux vaut les soigner au sein même de leur communauté)[source secondaire souhaitée]. Enfin, Joseph de Veuster plus connu sous le nom de Père Damien (« l'apôtre des lépreux »).

### Valeurs de Damien
Les valeurs principales d’Action Damien sont le pluralisme, l’indépendance, l’intégrité, la responsabilité et le respect. Action Damien se définit comme une ONG ouverte à tous, refusant toute forme de discrimination, et indépendante aux niveaux politique, religieux et financier.

### Pays
En Afrique, Action Damien lutte contre la lèpre et la tuberculose au Congo (RDC), au Rwanda, au Burundi, au Mozambique, au Nigeria, au Sénégal et aux Comores. Elle lutte aussi contre la tuberculose au Niger et en Guinée Conakry. En Asie, Action Damien lutte contre la lèpre et la tuberculose en Inde, au Bangladesh, au Népal et contre la tuberculose au Laos. Enfin, en Amérique, Action Damien lutte contre la tuberculose et la leishmaniose au Nicaragua, au Guatemala et en Bolivie.
Action Damien participe aussi à lutter contre la tuberculose en Belgique (Bruxelles).

### Parrains et ambassadeurs
Action Damien peut compter sur le soutien de quelques ambassadeurs nationaux et parrains de choix.
Les ambassadeurs nationaux sont tous liés au monde du sport. Après Eddy Merckx et Thomas Vermaelen (footballeur de l'as roma et Diable Rouge), c'est Guy Muya, cocapitaine des Belgian Lions et joueur de Mons-Hainaut qui porte les couleurs d'Action Damien depuis 2013. Dans ce but, il est parti à Kinshasa entre la Noël et le Nouvel-An 2012.
Les parrains, eux, sont liés à une communauté. Du côté francophone, des personnalités comme Adrien Joveneau, Saule et les Pleureurs, Jean-Louis Lahaye, Marc Herman, Jaco Van Dormael, Thomas Gunzig, le groupe Joshua et Noa Moon, la jeune chanteuse bruxelloise, ont porté les campagnes précédentes. Pour la campagne 2015, ils ont passé le relais à Joëlle Scoriels, l'animatrice de la RTBF, qui est partie découvrir le travail d'Action Damien outre-mer. Elle endossera à nouveau le rôle pour la campagne 2016.